# Roger-Pol Droit
Roger-Pol Droit (født 1949) er en fransk filosof og journalist, bosiddende i Paris.
Hans bog At se ned på stjernerne vandt den franske Prix Essai France Télévision i 2001 og blev straks efter udgivelsen en international, filosofisk bestseller